# MS Prinsendam
El MS Prinsendam fue un crucero de Holland-America Line construido en el Astillero de Merwede en los Países Bajos en 1973. Tenía 427 pies (130 m) de largo y normalmente transportaba alrededor de 350 pasajeros y 200 miembros de tripulación.

## Hundimiento
El Prinsendam partió de Vancouver, Columbia Británica, Canadá, el 30 de septiembre de 1980 para un largo crucero que la llevaría a lo largo del Pasaje Interior de Columbia Británica y el sudeste de Alaska y luego al este y sudeste de Asia. Después de hacer escala en Ketchikan, Alaska, el 2 de octubre y visitar la Bahía de los Glaciares el 3 de octubre, partió hacia el golfo de Alaska en la tarde del 3 de octubre con destino a Japón. Estaba aproximadamente a 120 millas náuticas (222 km; 138 mi) al sur de Yakutat, Alaska, a las 12:40 am del 4 de octubre de 1980 cuando se produjo un incendio en su sala de máquinas. Su capitán, Cornelis Dirk Wabeke (13 de abril de 1928 - 16 de agosto de 2011), declaró que el incendio estaba fuera de control una hora después y el Prinsendam envió una llamada por radio solicitando asistencia inmediata. La Guardia Costera de los Estados Unidos, en la estación de comunicaciones Kodiak, en Kodiak (Alaska), solicitó a Prinsendam que enviara un SOS para alertar a otros barcos en la zona, pero Wabeke se negó. El oficial jefe de radio Jack van der Zee envió uno de todos modos aproximadamente media hora después.

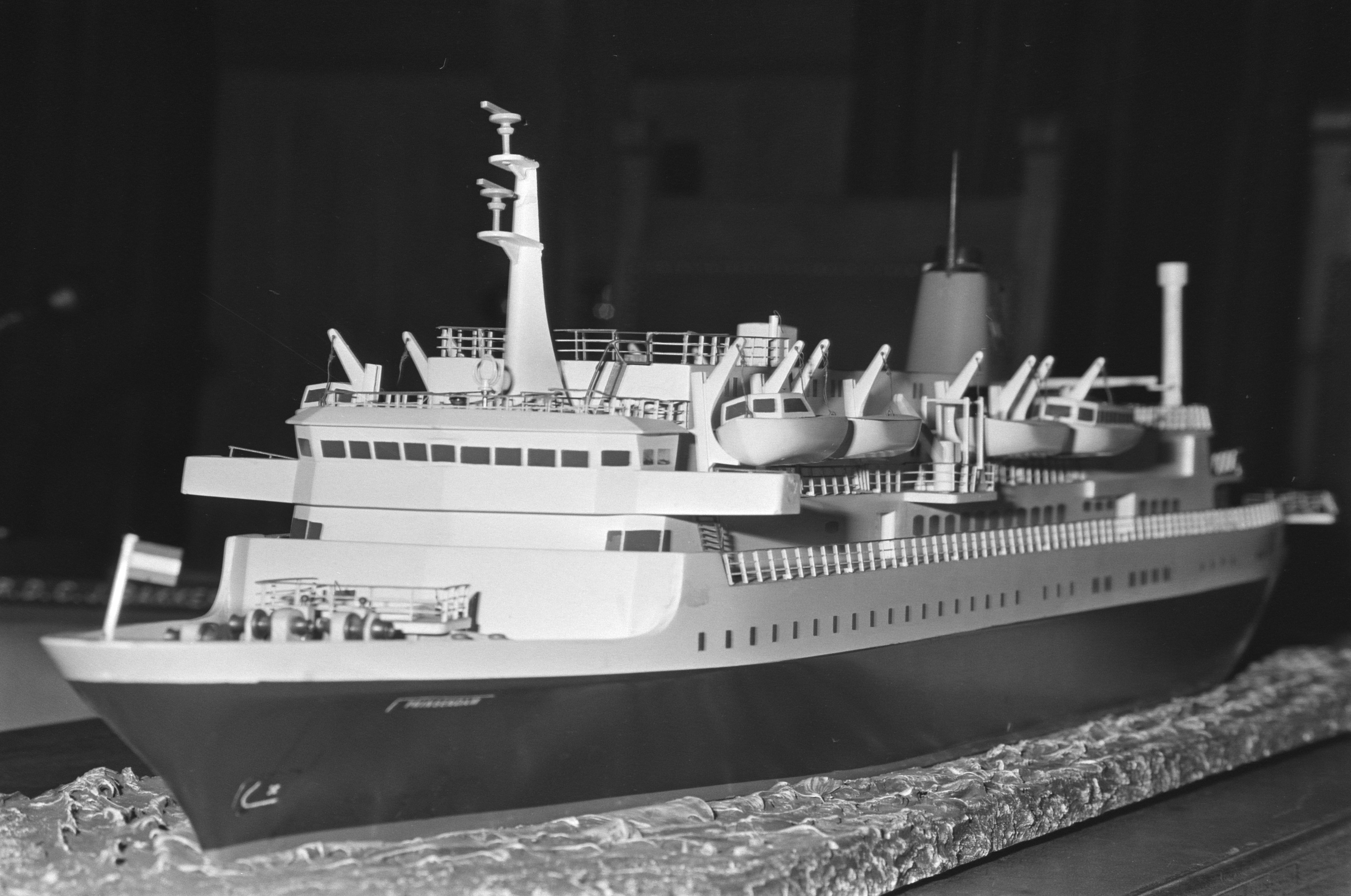
Una maqueta del Prinsendam.

Los helicópteros CH-113 de la Guardia Costera de Estados Unidos, el Servicio de Rescate Aéreo de la Fuerza Aérea de Estados Unidos y el Mando Aéreo de las Fuerzas Armadas Canadienses, que tenían un mayor alcance, rescataron a los pasajeros y a la tripulación. El rescate se produjo durante un período en el que las condiciones meteorológicas empeoraban constantemente.
Los guardacostas estadounidenses USCGC Boutwell (WHEC-719) , USCGC Mellon (WHEC-717) y USCGC Woodrush (WLB-407) respondieron en conjunto con otros buques en el área, y los petroleros estadounidenses Sohio Intrepid y Williamsburgh ayudaron en la escena. El Williamsburgh cumplió una función vital como plataforma de comunicaciones y fue el primer buque en llegar al lugar y llevar pasajeros a bordo. El Sohio Intrepid sirvió como plataforma para uno de los helicópteros de la Fuerza Aérea de Estados Unidos que no pudo reabastecerse de combustible en vuelo. Dos paracaidistas de la Fuerza Aérea de Estados Unidos subieron a bordo de uno de los botes salvavidas del Prinsendam, y este bote fue el último rescatado después de que un vigía a bordo del Woodrush, el marinero Louis Roderick, avistó una bengala desde el bote y la noticia del avistamiento se transmitió al comandante en el lugar a bordo del Boutwell.
El rescate es particularmente notable por la distancia recorrida por los rescatistas, la coordinación de organizaciones independientes y el hecho de que los 520 pasajeros y tripulantes fueron rescatados sin pérdida de vidas ni lesiones graves.
El Prinsendam finalmente volcó y se hundió el 11 de octubre de 1980.